# Werner Stoll
Werner Hugo Otto Stoll (* 14. Februar 1902 in Waltershausen; † 25. November 1987 in Kiel) war ein deutscher Politiker (NSDAP).
Werner Stoll stammte aus Thüringen, sein Vater war dort Landgerichtspräsident. Er hatte Rechtswissenschaften studiert und war zunächst als zweiter Bürgermeister in Bamberg tätig. Ab 1930 war er in Coburg zusammen mit Franz Schwede für die Nationalsozialistische Deutsche Arbeiterpartei (NSDAP) aktiv.
Am 17. Oktober 1936 wurde Werner Stoll zum Nachfolger von Carl Heydemann als Oberbürgermeister der Stadt Stralsund ernannt. In Personalunion war er zudem Leiter des Amtes für Kommunalpolitik in der Kreisleitung der NSDAP.
Während des Zweiten Weltkrieges war Werner Stoll zwei Mal freiwillig im Fronteinsatz; während seines zweiten Einsatzes wurde 1943 Hans Fichtner zunächst kommissarisch zum Nachfolger im Amt des Oberbürgermeisters bestellt.